# 방준경
방준경(方俊卿, 일본식 이름: 安田行輝, 1905년 3월 6일 ~ 1970년 11월 18일)은 일제강점기와 대한민국의 법조인이다. 대한민국 대법원 판사를 역임하였다. 문단에서는 김화산(金華山)이라는 필명으로 활동했으며 아명은 방원룡(方元龍)이다.

## 생애
한성부 출신이며 본관은 온양이다. 경성제일고등보통학교와 경성법학전문학교를 졸업했다. 1924년 경성법전을 졸업하고 법원 서기로 근무하다가 1930년에 사법관후보자고시에 합격하여 법관이 되었다.
경성법전 시절부터 문학에 뜻을 보여 시인, 소설가 겸 문학평론가로 활동했다. 김기진과 박영희의 유명한 내용-형식 논쟁의 와중에 김화산이라는 이름으로 〈계급예술론의 신전개〉(1927)를 발표해 아나키즘 논쟁을 촉발한 인물이기도 하다. 당시 김화산이 속했던 조직과 그의 위상에 대해서는 이견이 많으나, 넓은 의미에서 조선프롤레타리아예술가동맹 계열의 논사로 파악된다. 방준경은 아나키즘의 시각에서 마르크스주의를 비판했으며, 정통파 강경론자인 한설야와 윤기정, 임화 등의 집중 공격을 받은 뒤 아나키즘 분파는 카프에서 제명당했다.
1933년 8월에 조선총독부의 공주지방법원 판사로 임명되었고, 1934년 8월부터는 부산지방법원 판사로, 이듬해 8월부터는 동 법원의 통영지청 판사로 임명되어 1940년 5월까지 통영에서 근무했다. 이후 대전지방법원, 상주지방법원, 통영지방법원, 인천지방법원 등의 판사를 역임했다. 판사로 근무하면서도 1933년 〈맑스주의의 문학론 음미〉로 아나키즘 문예이론 정립을 시도하고, 아나키즘 문학론을 대표하는 소설 〈악마도〉, 〈이대장전〉 등의 작품을 발표했다.
광복 후인 1947년에는 변호사를 개업했다. 제1공화국 말기인 1959년 3월에 대법원 판사가 되었고, 1960년 1월에는 광주고등법원장에 임명되어 8월까지 재직하다가 퇴직하여 서울에서 변호사로 활동했다. 1964년 3월에 제3공화국에서 재차 대법원 판사(현재의 대법관)에 임용되어 1966년 12월까지 재직하고 퇴직했다.
2008년 발표된 민족문제연구소의 친일인명사전 수록예정자 명단 중 사법 부문에 포함되었다.

## 같이 보기
- 조선프롤레타리아예술가동맹

## 참고 자료
- 방준경(方俊卿) - 국사편찬위원회
- 방준경(方俊卿) - 한국학중앙연구원
- 권영민 (2004년 2월 25일). 《한국현대문학대사전》. 서울: 서울대학교출판부. 258쪽. ISBN 8952104617.
- 친일인명사전편찬위원회 (2009년 11월 6일). 《친일인명사전 : 친일문제연구총서 인명편 2》. 서울: 민족문제연구소. 181쪽. ISBN 9788993741049.